# Leuchte, mein Stern, leuchte
Leuchte, mein Stern, leuchte (Гори, гори моя звезда, Gori, gori moja swesda) ist ein sowjetischer Spielfilm unter der Regie von Alexander Mitta aus dem Jahr 1970.

## Handlung
Iskremas, das sind die Anfangssilben der russischen Wörter für: „Kunst der Revolution für die Massen“, ist der Künstlername des jungen Mannes, der 1920 in dem kleinen Städtchen Kapriwnitzy im Süden Russlands mit seinem Thespiskarren eintrifft. Er ist ein begeisterter Anhänger der Revolution und befindet sich auf dem Weg nach Moskau, aber nicht ohne vorher den Menschen auf den Dörfern die höhere Theaterkultur zu vermitteln. Das ist aber nicht so einfach in den Wirren des russischen Bürgerkriegs nach der Oktoberrevolution, es geht hin und her zwischen der Revolutionsarmee und ihren „weißen“ Gegnern sowie „grünen“ Banditen, die zwischen den Fronten marodieren.
Nach seiner Ankunft baut er sofort seinen Karren in eine Bühne um und beginnt das Stück Julius Caesar von William Shakespeare zu spielen, doch er kommt nicht weit. In der Nachbarschaft befindet sich eines dieser neuen Stummfilmkinos, in der Kinobetreiber Pascha immer wieder den gleichen Film auf die Leinwand wirft: Ein Ehepaar mit Kind geht an den Strand, der Mann geht noch etwas besorgen. Nun kommt ein netter junger Mann, der mit der Ehefrau turtelt und sie vergessen das Kind, welches in den Wellen stirbt. Um den Film zu zeigen, tritt Pascha in der Mitte des Saales in die Pedale, um den erforderlichen Strom zu erzeugen, mit der Hand kurbelt er den Projektor und über einen Trichter spricht er, je nachdem welche Macht gerade in der Stadt herrscht, den politisch passenden Text dazu. Bis auf das elternlose Bauernmädchen Kristina, von allen nur Kryssja genannt, unterliegen alle bisherigen Zuschauer dem Angebot und verlassen die Theateraufführung. Während die Stadt wieder einmal überfallen wird, flüchtet Iskremas mit seinem Pferd und Wagen und Kryssja rennt ihm hinterher. Nach dem Verlassen der Gefahrenzone behauptet sie, dass das Pferd ihrem Vater gehört und sie es wiederhaben möchte. Sie suchen sich eine Übernachtungsmöglichkeit und am nächsten Morgen hat sich das Problem gelöst, denn das Pferd wurde in der Nacht gestohlen. Doch der Schauspieler beschließt, Kryssja zu seiner neuen Hauptdarstellerin als Jeanne d’Arc auszubilden.
Eines Tages sehen die beiden, wie der ortsansässige stumme Maler Fjodor die Äpfel und Blätter eines Baumes, der durch Granaten zerstört wurde, mit Farbe bemalt. In seinem Haus können sie seine schönen Bilder bewundern, werden von seiner Frau bewirtet und der Kinovorführer ist auch inzwischen zu ihnen gestoßen. Ein weißgardistischer Stabskapitän, es hatte in der Zwischenzeit ein erneuter Machtwechsel stattgefunden, kommt in das Haus und entdeckt an einem Gemälde die Symbole Hammer und Sichel. Deshalb lässt er den Maler abführen und erschießen. Darüber erregt sich Iskremas und sagt dem Stabskapitän seine Meinung. Die Strafe ist das Kuckucks-Spiel, bei dem in einem dunklen Keller vier Schützen die Augen verbunden werden und Iskremas muss Kuckuck rufen, dann wird geschossen. Als dieser nicht getroffen wird, beenden sie das Spiel und der Stabskapitän erklärt, dass es nur ein Scherz war, denn sie hatten Platzpatronen geladen. Nur der Fürst hatte scharfe Patronen, was natürlich die anderen erzürnt, denn sie hätten ja getroffen werden können. Da jedoch eine Strafe sein musste, wurde Iskremas bis aufs Blut ausgepeitscht. Während er von Kryssja liebevoll gepflegt wird, übernehmen die Roten wieder das Kommando in der Stadt.
Der Schauspieler findet am Rande der Stadt eine neue Spielstätte. Eine ehemalige Kirche bietet sich dafür an, und schon beginnt er mit Kryssja zu proben. Auch von einem ihm bekannten Bolschewiken bekommt er, nach dessen anfänglichen Protesten, Hilfe bei der Einrichtung des Theaters, ja sogar eine Rolle will dieser übernehmen. So naht der Tag der Premiere, an dem sich die neue Spielstätte schnell füllt. Jetzt stellt sich heraus, dass der vermutete Bolschewik ein „Grüner“, also einer von den Banditen ist. Durch das Verbrennen von nassen Reisig und dem dadurch entstehenden schwarzen Rauch, bekommen seine Leute das Signal zum Angriff. Da in der Kirche ein großer Teil der Stadtbewohner versammelt ist, können sie diese hier auf einmal in ihre Hand bringen. Sie positionieren sich hinter dem Vorhang und wollen mit dem Überfall beginnen. Doch Iskremas, der sich mit der Bühnentechnik auskennt, versteht es sie daran zu hindern. Es gelingt, die Banditen kampfunfähig zu machen, jedoch bekommt Iskremas einen Schuss ins Herz. Als er von Kryssja beweint wird, richtet er sich aber auf und bekennt, dass das Blut nur Theaterfarbe ist.
Da er aber nicht öffentlich zugeben möchte, dass er doch nicht gestorben ist, denn er wird von der Bevölkerung als Held und Retter verehrt, bleibt ihm nur noch die Flucht aus der Stadt. Natürlich will sich Kryssja anschließen und sie fahren mit einem Pferdewagen über das Land. Während sich das Mädchen auf dem Wagen im Liegen ausruht, wird der Schauspieler von einem der Banditen entdeckt. Er steigt vom Wagen, deckt sie mit einer Decke zu, gibt dem Pferd einen Schlag, damit es wegrennt und stellt sich dem „Grünen“. Dieser fragt erst noch nach der jungen Frau und nachdem Iskremas ihm sagt, dass sie in der Stadt geblieben ist, wird er von dem Banditen erschossen.

## Produktion und Veröffentlichung
Der in Farbe gedrehte Film hatte am 28. September 1970 unter dem Titel unter dem Titel Гори, гори моя звезда in der Sowjetunion Premiere.
In der DDR lief der Film am 4. Februar 1972 an, die erste Aufführung in Berlin erfolgte am 15. März 1972 im Berliner Kino „Rio“ in der Prenzlauer Promenade. Im Fernsehen der DDR wurde der Film am 17. August 1972 im 2. Programm in russischer Sprache gesendet. Die erste Ausstrahlung in deutscher Sprache erfolgte am 14. November 1972 im Rahmen des Festivals des sowjetischen Films in Kino und Fernsehen der DDR im 1. Programm des DDR-Fernsehens.
Der Kinostart in der Bundesrepublik erfolgte am 18. Januar 2001. Bereits am 12. September 1975 wurde der Film in der ARD gezeigt.

## Synchronisation
| Rolle        | Darsteller      | Synchronsprecher   |
| ------------ | --------------- | ------------------ |
| Iskremas     | Oleg Tabakow    | Wolfgang Ostberg   |
| Kryssja      | Jelena Proklowa | Cornelia Schlottke |
| Pascha       | Jewgeni Leonow  | Erhard Köster      |
| Stabskapitän | Wladimir Naumow | Rolf Römer         |

## Kritik
Helmut Ullrich äußerte sich in der Neuen Zeit folgendermaßen:

„Alles hat Bedeutung in diesem Film. Alles stimmt, ohne sich zu einer dürr-abstrakten Richtigkeit zu verengen. Alles stimmt auch, was die künstlerische Gestaltung angeht, die Anklänge an den Stil der Zeit, in der die Geschichte von Iskremas spielt, das Kolorit, die Atmosphäre, die vorzügliche Farbgestaltung, die Besetzung, aus der der großartige Oleg Tobakow als Iskremas selbstverständlich hervorzuheben ist – welch eine Komödiantik und welch eine Tiefe der Menschengestaltung! – in der er aber doch ein Gleicher unter Gleichen bleibt.“

Horst Knietzsch schrieb im Neuen Deutschland einen Artikel über den Erfolg dieses Films, der mehr sagt als jede Kritik:

„Am vergangenen Sonnabend drängten sich die Menschen an der Kasse des Berliner Filmtheaters „International“. Auf dem Programm stand der sowjetische .Film. Leuchte, mein Stern, leuchte. Da die 20-Uhr-Vorstellung restlos ausverkauft war, wurde spontan und ohne Ankündigung für den gleichen Abend eine Nachtvorstellung angesetzt. Auch sie fand vor vollbesetztem Hause statt. … Ausgehend von „Erfahrungen“, hatten leitende Mitarbeiter des Lichtspielwesens die Publikumschancen dieses Werkes nicht sehr hoch angesetzt. Das zeigte sich unter anderem in der Tatsache, daß von ihnen für die ganze Republik nur fünf Kopien vom Progress-Filmvertrieb gekauft wurden. Der Einsatz erfolgte teilweise in kleinen Kinos, abseits vom Zentrum der Städte. …Das Interesse der Zuschauer an diesem Film wuchs. Die Besucherzahlen stiegen an.“

Günter Sobe schrieb in der Berliner Zeitung:

„Alexander Mittas Leuchte, mein Stern, leuchte ist ein Film, der auf höchst ungewöhnliche Art tiefe Einsichten in das Wesen der Kunst zu vermitteln sucht. Es ist ein Film. mit dem es sicher nicht jeder Betrachter ohne weiteres leicht haben wird, aber ein Film, den man gar nicht oft genug sehen kann.“

Das Lexikon des internationalen Films schreibt, dass es sich hierbei um eine „Tragikomödie über Werte, die Freiheit und die Aufgabe der Künste und ihre Wirkung“ handele. Der Film sei im „poetisch-realistischen Stil inszeniert und von sinnlichen Bildern geprägt“ und versprühe so eine reichliche Fülle an Einfällen.